# Castelo (Cervantes)
Castelo (llamada oficialmente San Pedro de Castelo) es una parroquia y una aldea española del municipio de Cervantes, en la provincia de Lugo, Galicia.

## Organización territorial
La parroquia está formada por tres entidades de población:
- Castelo
- Pereira
- Pombeiro

## Demografía

### Parroquia
| Gráfica de evolución demográfica de Castelo (parroquia) entre 2000 y 2019 |
|                                                                           |
| Datos según el nomenclátor publicado por el INE.                          |

### Aldea
| Gráfica de evolución demográfica de Castelo (aldea) entre 2000 y 2019 |
|                                                                       |
| Datos según el nomenclátor publicado por el INE.                      |